# Anthony van Diemen

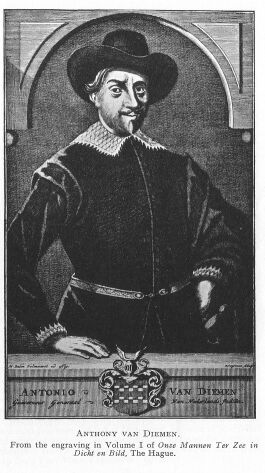
Otro retrato de Anthony van Diemen
(de un grabado del volumen I de Onze Mannen Ter Zee in Ditch en Bild, The Hague. Recogido en Australian Discovery, editado por Ernest Scott (1929).

Anthony van Diemen (aunque también aparece como Antonie, Antonio, Antón, Antoine; Culemborg; 1593 - Batavia (hoy Yakarta); 19 de abril de 1645) fue un comerciante, navegante, explorador y gobernador colonial neerlandés que contribuyó a consolidar el imperio neerlandés en el Extremo Oriente. Bajo su mandato se llevaron a cabo los dos exitosos viajes de exploración de Abel Janszoon Tasman (1642 y 1644).

## Biografía
Anthony van Diemen nació en Culemborg, en la provincia de Utrecht (Provincias Unidas de los Países Bajos), hijo de Meeus Anthonisz Van Diemen y Christina Hoevenaar. En 1616 se trasladó a Ámsterdam, con la esperanza de mejorar su fortuna como comerciante. Fracasó y fue declarado en quiebra. Después de un año se convirtió en un agente de la Compañía Neerlandesa de las Indias Orientales (Vereenigde Oostindische Compagnie o VOC, que en neerlandés, literalmente es Compañía de las Indias Orientales Unidas) y se trasladó a Batavia (actual Yakarta), capital de las Indias Orientales Neerlandesas.
Viajó en el  barco Mauritius, capitaneado por Lenaert Jacobszoon, que inadvertidamente se encaminó más al sur de la ruta tradicional y avistaron el 31 de julio de 1618 el cabo Noroeste, un destacado cabo localizado en el tramo noroeste de la costa entonces desconocida de Australia Occidental, creyendo por error que era una gran isla. Finalmente lograron llegar a Batavia, donde pasó varios años al servicio de la VOC.
El gobernador Jan Pieterszoon Coen pensó que Van Diemen sería un oficial de talento y en 1626 fue nombrado director general de Comercio y miembro del Consejo de las Indias. En 1630 se casó con Maria van Aelster. Un año más tarde regresó a los Países Bajos como almirante en el barco Deventer. En 1632 regresó a Batavia y en 1635 fue nombrado Gobernador General de las Indias Orientales Neerlandesas, un nombramiento que entró en vigor el 1 de enero de 1636. 
Los nueve años de Van Diemen como Gobernador General (1636–45) fueron exitosos e importantes para la colonia y el éxito comercial de la Compañía Holandesa de las Indias Orientales. Dedicó gran parte de sus esfuerzos a ampliar el poder de la empresa en toda Asia. Bajo su mandato, el poder neerlandés se estableció en Ceilán (hoy Sri Lanka) facilitó a los Países Bajos el ganar un monopolio sobre el comercio de especias en las islas Molucas, conquistar las áreas productoras de canela en Ceilán, capturar la principal fortaleza lusitana de Malaca y tomar la isla de Formosa (Taiwán).
EN 1645 van Diemen ya había logrado que las Provincias Unidas de los Países Bajos fuesen el supremo poder comercial y político de las Indias. También dio el consentimiento para las expediciones de exploración de Abel Janszoon Tasman (1642 y 1644) y Frans Visscher (1644).
Anthony van Diemen murió en abril de 1645 en Batavia, en las Indias Orientales Neerlandesas. La empresa concedió a su esposa una pensión elevada y se retiró a los Países Bajos. Varios accidentes geográficos fueron nombrados en su honor, como el punto más occidental de la Isla del Norte de Nueva Zelanda, el cabo Maria van Diemen, nombrado por Tasman en 1643, y la pequeña isla Maria (115,5 km²), cerca de la costa oriental de Tasmania.
El mismo Van Diemen también es conmemorado también en el golfo de Van Diemen, en la costa norte de Australia y en el estrecho de van Diemen (también conocido como estrecho de Osumi).

## Viajes de exploración bajo su mandato
Van Diemen es recordado por sus esfuerzos por fomentar la exploración de la «Gran Tierra del Sur» (Australia), resultando en el «viaje neerlandés más definitivo y ambicioso del siglo». El primer viaje bajo su enérgica administración fue en el plazo de tres meses desde su llegada en Batavia; partiendo de cabo York sus buques fueron a reconocer y cartografiar costas desconocidas, pero la aventura terminó en fracaso, cuando su jefe fue asesinado por los nativos en Nueva Guinea, y los barcos regresaron. 
En 1639 encargó dos nuevos viajes al norte, en busca de las «islas del Oro y la Plata» que los informes españoles ubicaban en el Pacífico Norte, al este de Japón, y envió a Maarten Gerritsz Vries a explorar las costas de Corea y Tartaria. Ambos regresaron sin éxito. Sin abandonar la empresa, Van Diemen nombró a Frans Visscher para elaborar un plan de nuevos descubrimientos. Visscher trazó tres rutas diferentes y van Diemen decidió en agosto de 1642 enviar a Abel Janszoon Tasman, acompañado del propio Visscher, en busca de la «Gran Tierra del Sur», que Tasman pronto apodó Nieuw Holland (Australia).
En noviembre de 1642, Tasman se dirigió al este desde Mauricio a lo largo del paralelo 44° y pasando al sur de la costa meridional de Australia avistó tierra (la costa oeste de la isla de Tasmania). Tasman siguió alrededor de la costa sur hasta la costa oriental y.envió una partida a tierra en la bahía de Blackman, en la península de Tasman, que plantó una bandera y se encontró con algunos de los habitantes nativos. Creyendo que había encontrado un gran territorio, Tasman lo llamó Tierra de Van Diemen en honor de su patrón.
Van Diemen encomendó un nuevo viaje a Tasman en 1644. 